# Gaston Ragueneau
Adolphe Gaston Ragueneau (ur. 10 października 1881 w Lyonie, zm. 14 lipca 1978 w Draveil) – francuski lekkoatleta specjalizujący się w biegach, dwukrotny olimpijczyk (Paryż 1900, Londyn 1908), srebrny medalista olimpijski z Paryża.
Reprezentował barwy Francji na rozegranych w 1900 w Paryżu igrzyskach olimpijskich, podczas których zdobył srebrny w biegu drużynowym na 5000 metrów. Startował również w igrzyskach międzyolimpijskich w 1906 w Atenach, zdobywając awans do finału biegu na 5 mil (biegu nie ukończył). Na igrzyskach olimpijskich w 1908 w Londynie startował w eliminacjach biegów na 1500 metrów, 5 mil i 3200 metrów z przeszkodami, nie kwalifikując się do finału w żadnej z tych konkurencji. 
Był wielokrotnym medalistą mistrzostw Francji, m.in. w biegach przełajowych (sześciokrotnie złotym w latach 1901–1906, srebrnym w 1907 oraz brązowym w 1908), w biegu na 800 metrów (brązowym – 1902), w biegu na 400 metrów przez płotki (srebrnym – 1907) i w biegu na 1500 metrów (srebrnym – 1900 oraz brązowym – 1904). Był również kilkukrotnym rekordzistą Francji, m.in. w biegu na 10 000 metrów (1899 – 34:25 i 1905 – 32:36) oraz w biegu na 1 godzinę (1899 – 17 190 m, 1903 – 17 315 m, 1904 – 17 800 m i 1905 – 18 067 m).